# Rodzinny interes (film 1982)
Rodzinny interes, inny tytuł polski Długowieczna rodzinka (serb.-chorw. Maratonci trče počasni krug) – jugosłowiańska czarna komedia z 1982 roku w reżyserii Slobodana Šijana.

## Fabuła
Akcja rozgrywa się w okresie międzywojennym. Rodzina Topaloviciów składa się z pięciu pokoleń mężczyzn, z których najmłodszy ma 25 lat, a najstarszy - 120. W rodzinie wybucha konflikt po tym, jak przedstawiciel najmłodszego pokolenia nie chce kontynuować rodzinnej tradycji i pracować jako przedsiębiorca pogrzebowy.

## Obsada
- Bogdan Diklić – Mirko Topalović
- Danilo Stojković – Laki Topalović
- Pavle Vujisić – Milutin Topalović
- Mija Aleksić – Aksentije Topalović
- Milivoje Tomić – Maksimilijan Topalović
- Radislav Lazarević – Pantelija Topalović
- Zoran Radmilović – Billy Pyton
- Seka Sablić – Kristina
- Bora Todorović – Đenka
- Melita Bihali – służąca Olja
- Fahro Konjhodžić – pan Rajković
- Veljko Mandić – brat Rajkovicia
- Bata Paskaljević – starszy żandarm
- Dragoljub Milosavljević – żałobnik
- Miroslav Jovanović – bliźniak
- Dragoslav Jovanović – bliźniak
- Milovan Tasić – gigant
- Milan Janjić – karzeł
- Ras Rastoder – młodszy żandarm
- Stanojlo Milinković – wieśniak
- Vojislav Micović – starzec na cmentarzu
- Nebojša Terzić – pop Đura
- Nikola Brodac – zmarły[2]